# Мартусевич Максим В'ячеславович
Максим В'ячеславович Мартусевич (рос. Максим Вячеславович Мартусевич; нар. 7 березня 1995, Москва, Росія) — російський футболіст, півзахисник пермського «Амкара».

## Клубна кар'єра

### Дубль ЦСКА
Народився в Москві, вихованець столичного ЦСКА. У 17-річному віці виступав за молодіжну (U-21) команду «армійців». Також виступав за першу команду до 2015 року, але на офіційному рівні за основний склад так і не дебютував. З 2012 по 2014 рік зіграв 3 поєдинки за ЦСКА (U-19) у NextGen Series та 7 поєдинків — у Юнацькій лізі УЄФА.

### Явор
В останній день літнього трансферного вікна 2015 року підписав контракт з представником сербської Суперліги «Явор». Дебютував за новий клуб у поєдинку 14-го туру сербської Суперліги проти «Младості» (Лучані). Також відзначився голом у кубковому матчі проти «Нові Пазар».

### «Зеніт» (Пенза)
У 2016 році підписав контракт із пензенським «Зенітом», у складі якого провів 12 матчів та відзначився 1-м голом

### «Лейрія»
8 лютого 2017 року приєднався до португальського клубу «Уніан Лейрія».

### «Візела»
8 січня 2019 року перейшов до іншого португальського клубу, «Візела».

### Повернення до Росії
Повернувшись до Росії, на початку вересня підписав контракт із «Зорким. 21 лютого 2020 року перейшов до «Хімки». Фіналіст Кубка Росії 2019/20.
У Прем'єр-лізі Росії дебютував 8 серпня 2020 року в поєдинку проти московського ЦСКА. Провів на початку сезону РПЛ 2020/21 шість матчів і в середині жовтня розірвав контракт. Новою командою Мартусевича став «СКА-Хабаровськ», який виступав у ФНЛ, з яким уклав контракт до кінця сезону.

## Кар'єра в збірній
Виступав за юнацькі збірні Росії (U-16), (U-18) та (U-19).